# 第二届全国人民代表大会常务委员会
第二届全国人民代表大会常务委员会的组成人员（委员长、副委员长、秘书长和委员）由第二届全国人民代表大会第一次会议于1959年4月27日选出。共有80名组成人员，其中委员长1名，副委员长16名，秘书长1名，委员62名。任期由1959年4月至1965年1月，期間共召開137次會議。常委會组成情况如下：

## 组成人员
- 委员长（1人）：朱德

- 副委员长（16人）：林伯渠、李济深、罗荣桓、沈钧儒、郭沫若、黄炎培、彭真、李维汉、陈叔通、达赖喇嘛·丹增嘉措、赛福鼎、程潜、班禅额尔德尼·却吉坚赞、何香凝、刘伯承、林枫

- 秘书长（1人）：彭真

- 委员（62人，按姓名笔划排列）：
王昆仑、王维舟、邓初民、邓颖超、卢汉、叶剑英、史良、刘宁一、刘长胜、刘格平、刘澜涛、朱良才、华罗庚、汪锋、李雪峰、陈劭先、陈其尤、陈其瑗、陈垣、陈嘉庚、吴玉章、吴耀宗、武新宇、张云逸、张苏、张治中、张难先、张启龙、张闻天、邵力子、竺可桢、季方、周叔弢、周建人、周纯全、施复亮、赵寿山、南汉宸、胡子昂、胡乔木、胡厥文、胡愈之、胡耀邦、茅以升、高崇民、唐生智、马明方、马叙伦、马寅初、徐冰、徐向前、徐特立、许广平、梅龚彬、曾山、彭绍辉、杨明轩、熊克武、蔡廷锴、蔡畅、谢扶民、龚饮冰

## 其他工作人员
- 副秘书长：
  - 1959年5月3日第二届全国人民代表大会常务委员会第一次会议通过：张苏、余心清、孙起孟、连贯、胡愈之、陈此生[2]
  - 1962年9月12日第二届全国人民代表大会常务委员会第六十三次会议通过：免去张苏的全国人民代表大会常务委员会副秘书长的职务；任命武新宇为全国人民代表大会常务委员会副秘书长[3]
  - 1963年1月22日第二届全国人民代表大会常务委员会第八十次会议通过：赵伯平[4]